# Ascogaster vexator
Ascogaster vexator är en stekelart som beskrevs av Walker och Trevor Huddleston 1987. Ascogaster vexator ingår i släktet Ascogaster och familjen bracksteklar. Inga underarter finns listade.